# Stuart Bingham
Stuart Bingham (Basildon, 21 de mayo de 1976) es un jugador de snooker inglés, campeón del Campeonato Mundial de Snooker en 2015 y del Masters en 2020. 
Aunque ganó el Campeonato Mundial de Snooker de la IBSF de 1996, no gozó de muchos éxitos en la primera parte de su carrera profesional. Sus resultados mejoraron cuando ya estaba en la treintena: con 35 años, ganó su primer título de ranking, el Australian Goldfields Open de 2011, lo que le catapultó hasta una de las dieciséis primeras posiciones del ranking mundial por primera vez.
Con 38, se proclamó campeón del Campeonato Mundial de Snooker de 2015 gracias a su victoria por dieciocho a quince frente a Shaun Murphy en la final. Se convirtió así en el jugador de mayor edad en estrenarse como campeón mundial y en el segundo, tras Ken Doherty, en asegurarse títulos tanto a nivel amateur como profesional. Este triunfo le impulsó hasta el segundo puesto del ranking mundial y consiguió mantenerlo hasta marzo de 2017. Su segundo trofeo de un torneo de la Triple Corona llegó en el Masters de 2020, en cuya final se impuso (10-8) a Ali Carter. Tenía 43 años y 243 días, lo que le permitió superar a Ray Reardon como el campeón de mayor edad de este torneo. En 2017, se le suspendió del circuito profesional durante seis meses por incumplir las reglas que regulan la posibilidad de apostar en partidos que disputaba.
Especialmente dotado para hilar tacadas amplias, ha logrado tejer más de 550 centenas a lo largo de su carrera. Además, con nueve tacadas máximas, es el cuarto jugador que más atesora de toda la historia, por detrás de Ronnie O'Sullivan, John Higgins y Stephen Hendry.

## Biografía

### Primeros años de carrera (1995-2010)
En 1996, se proclamó campeón tanto del Campeonato Amateur de Inglaterra como del Campeonato Mundial de Snooker de la IBSF. En la siguiente temporada, volvió a llegar a la final del Campeonato Mundial de Snooker de la IBSF, pero perdió en la mesa decisiva contra Marco Fu. Se estrenó en el circuito profesional en 1999, año en que llegó a los cuartos de final de un Abierto de Gales en el que se deshizo de, entre otros, John Higgins, campeón del mundo. En aquella misma temporada, cuando estaba situado en el nonagésimo séptimo puesto del ranking mundial, derrotó (10-7) en la primera ronda del Campeonato Mundial de Snooker de 2000 a Stephen Hendry, defensor del título. Cayó ante Jimmy White en la segunda ronda. En 2002, se ganó su plaza para disputar el torneo una vez más a través de las rondas clasificatorias, en las que derrotó, entre otros, a Nigel Bond. En la primera ronda del campeonato, se enfrentó a Ken Doherty; en ese partido, se lanzó a por su primera tacada máxima, pero falló la última bola rosa; de haberla conseguido, se habría llevado un premio de 167 000 libras esterlinas. El duelo lo perdió por un marcador de ocho a diez.
En la temporada 2004-05, alcanzó los octavos de final en dos torneos de ranking; en uno de ellos, el Abierto de China de 2005, perdió frente a Ding Junhui en la mesa decisiva. La siguiente temporada, la 2005-06, fue de las más consistentes de su carrera. En su recorrido hasta los cuartos de final del Grand Prix de 2005, se deshizo de Shaun Murphy, entonces vigente campeón del mundo. Arribó al mismo punto del Campeonato del Reino Unido de 2005, donde se vio superado por Joe Perry en la mesa decisiva. También ganó el torneo que servía de clasificatorio para el Masters de 2006 y logró su primera tacada máxima en él. Luego venció a Steve Davis en la ronda previa, pero perdió (4-6) contra Peter Ebdon en la primera. El broche final a la temporada lo puso con la clasificación para el Campeonato Mundial de Snooker de 2006, donde luego no pudo vencer a Ryan Day. Por primera vez en toda su carrera, acabó entre los treinta y dos jugadores mejor situados en el ranking mundial. En el torneo clasificatorio para el Masters de 2007, se impuso a Mark Selby por seis mesas a dos en la final, pero luego perdió (5-6) contra Ali Carter en la ronda previa. También se quedó a las puertas del Crucible en la edición de 2007 del Campeonato Mundial, pues se vio superado (5-10) en la última ronda clasificatoria por Fergal O'Brien.
Alcanzó los cuartos de final del Masters de Shanghái de 2007, pero Selby lo derrotó con un marcador de cero a cinco. En el Campeonato del Reino Unido de ese mismo año, llegó a octavos gracias a sus victorias ante Fergal O'Brien y Davis, pero perdió (3-9) contra Murphy.. Se clasificó para el Campeonato Mundial de Snooker de 2008 con una victoria por diez a tres contra Adrian Gunnell en la última ronda clasificatoria. En la primera ronda, derrotó (10-8) a Davis, pero cayó eliminado en la segunda al perder 9-13 ante Perry. En la temporada 2008-09, salió derrotado en primera ronda en cuatro de los ocho torneos. En el Campeonato Mundial de esa temporada, el sorteo le emparejó con Ronnie O'Sullivan, número uno del mundo, en la primera ronda, y perdió 5-10. Una victoria ante el propio O'Sullivan (9-6) y otra contra Marco Fu (9-2) le llevaron hasta los cuartos de final del Campeonato del Reino Unido de 2010, en los que se vio superado (7-9) por Mark Allen. En aquella misma temporada, se clasfició para el Campeonato Mundial de Snooker de 2011 y se impuso (10-8) a Ebdon, campeón de 2002, en la primera ronda. En la segunda, sin embargo, vio cómo Ding le remontaba un 12-9 para cerrar una victoria por doce a trece; de haber ganado ese partido, Bingham habría cerrado la temporada entre los dieciséis mejores jugadores del mundo por primera vez en su carrera.

### Primer triunfo en un torneo de ranking (2011-2014)
En el Australian Goldfields Open de 2011, Bingham se impuso (5-3) a Ding en la primera ronda, dejó en cero a Tom Ford y venció también ante Allen y Murphy para llegar a la final. Aunque llegó a ir perdiendo 5-8 ante Mark Williams, ganó cuatro mesas consecutivas para alzarse campeón y recibir 60 000 dólares australianos de premio. Era su primer triunfo en un torneo de ranking en dieciséis años de carrera y le permitió escalar hasta el undécimo puesto del ranking y hacerse con una plaza en el Masters de 2012. Le tocó jugar contra Judd Trump en primera ronda; aunque fue ganando 3-2, perdió cuatro mesas consecutivas y cayó eliminado (3-6). No fue capaz de desplegar el nivel que había demostrado en Australia en los siete torneos de ranking restantes, y no llegó más allá de la segunda ronda en ninguno de ellos. La temporada 2011-12 concluyó para él con una derrota por cuatro a diez ante Stephen Hendry en el Campeonato Mundial. Pese a ello, no perdió su decimosexto puesto en el ranking.

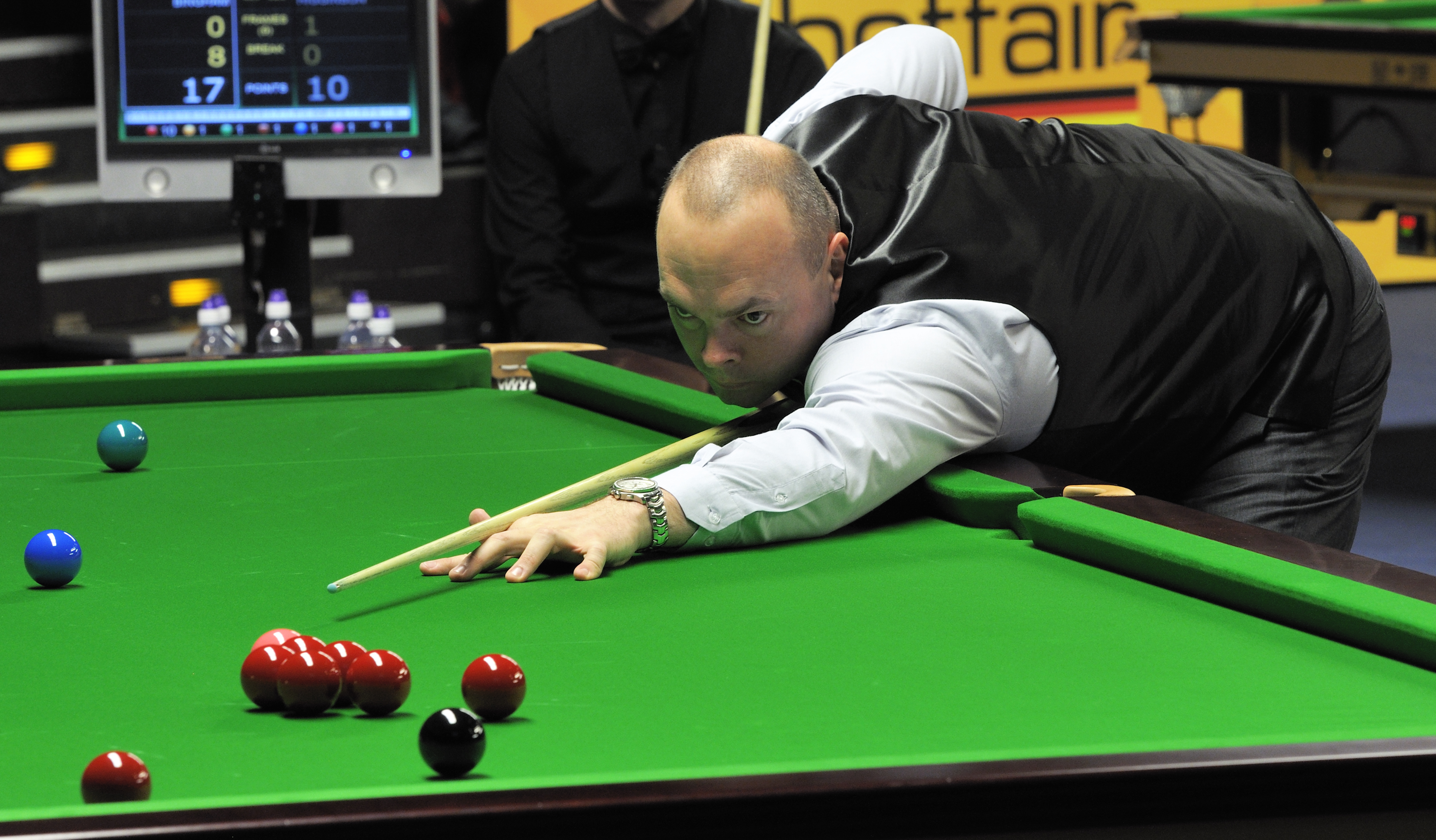
Stuart Bingham, en el Masters de Alemania de 2013

En la temporada 2012-13, ganó la Premier League Snooker y llegó a otras dos finales de torneos de ranking. Asimismo, ganó sus dos primeros torneos invitacionales: en la final del Pink Ribbon Pro-Am barrió a Peter Lines (4-0) y en la de la primera cita del Asian Players Tour Championship se impuso (4-3) a Stephen Lee. Llegó también a la final del Clásico de Wuxi de 2012, aunque para ello se impuso a todos sus rivales de las rondas anteriores en la mesa decisiva: Peter Ebdon, Ken Doherty, Mark Selby —por entonces número uno del mundo— y Mark Davis. En el último partido, se midió con Ricky Walden; llegó a ir perdiendo 1-7 en una final que acabó 4-10. Esta derrota puso el punto final a una racha de dieciséis victorias consecutivas. Tampoco logró revalidar su título del Australian Goldfields Open, pues perdió (4-5) en primera ronda contra Matthew Selt.
Ganó se coronó campeón de la tercera cita del Asian Players Tour Championship gracias a una victoria por cuatro a tres ante Li Hang en la final. También ganó la Premier League Snooker de 2012, en cuya final se impuso (7-2) a Judd Trump. Llegó, asimismo, a los cuartos de final del Campeonato del Reino Unido de 2012, pero no pudo imponerse a Carter (4-6). Jugó la final del Abierto de Gales de 2013 y llegó a ir ganándole a Stephen Maguire 7-5, pero acabó por perder el encuentro por ocho meses a nueve. En el Campeonato Mundial de Snooker de 2013, se enfrentó a Sam Baird, número 83 del mundo, en la primera ronda y ganó 10-2; en la segunda, se deshizo de Mark Davis (13-10). Ronnie O'Sullivan, empero, lo derrotó (4-13) en los cuartos de final. Estos resultados le permitieron escalar diez puestos en el ranking y acabó la temporada encaramado al sexto.
Como campeón de la Premier League Snooker de 2012, Bingham fue uno de los dieciséis jugadores que recibieron la invitación para disputar el Torneo de Campeones de 2013. Derrotó a Walden (4-0) en la primera ronda, a Trump (6-2) en los cuartos de final y a Selby (6-4) en las semifinales, pero cayó derrotado en la final ante O'Sullivan (8-10). En el Campeonato del Reino Unido de 2013, llegó a las semifinales gracias a sendas victorias ante Jimmy White (6-2), Anthony McGill (6-2), David Morris (6-1) y O'Sullivan (6-4). Ante Robertson, llegó a ir 3-8 por detrás, pero luego le endosó cinco mesas seguidas para forzar la decisiva; Robertson la ganó y, con un 9-8, llegó a la final. Bingham también jugó la final del Snooker Shoot-Out, pero perdió contra Dominic Dale. Un mes después, se proclamó en China campeón del Abierto de Dongguan gracias a una victoria por cuatro mesas a uno frente a Liang Wenbo en la final. En el Campeonato Mundial de Snooker de aquel año, Ken Doherty lo eliminó (5-10) en primera ronda.

### Campeón del mundo y suspensión (2014-2018)

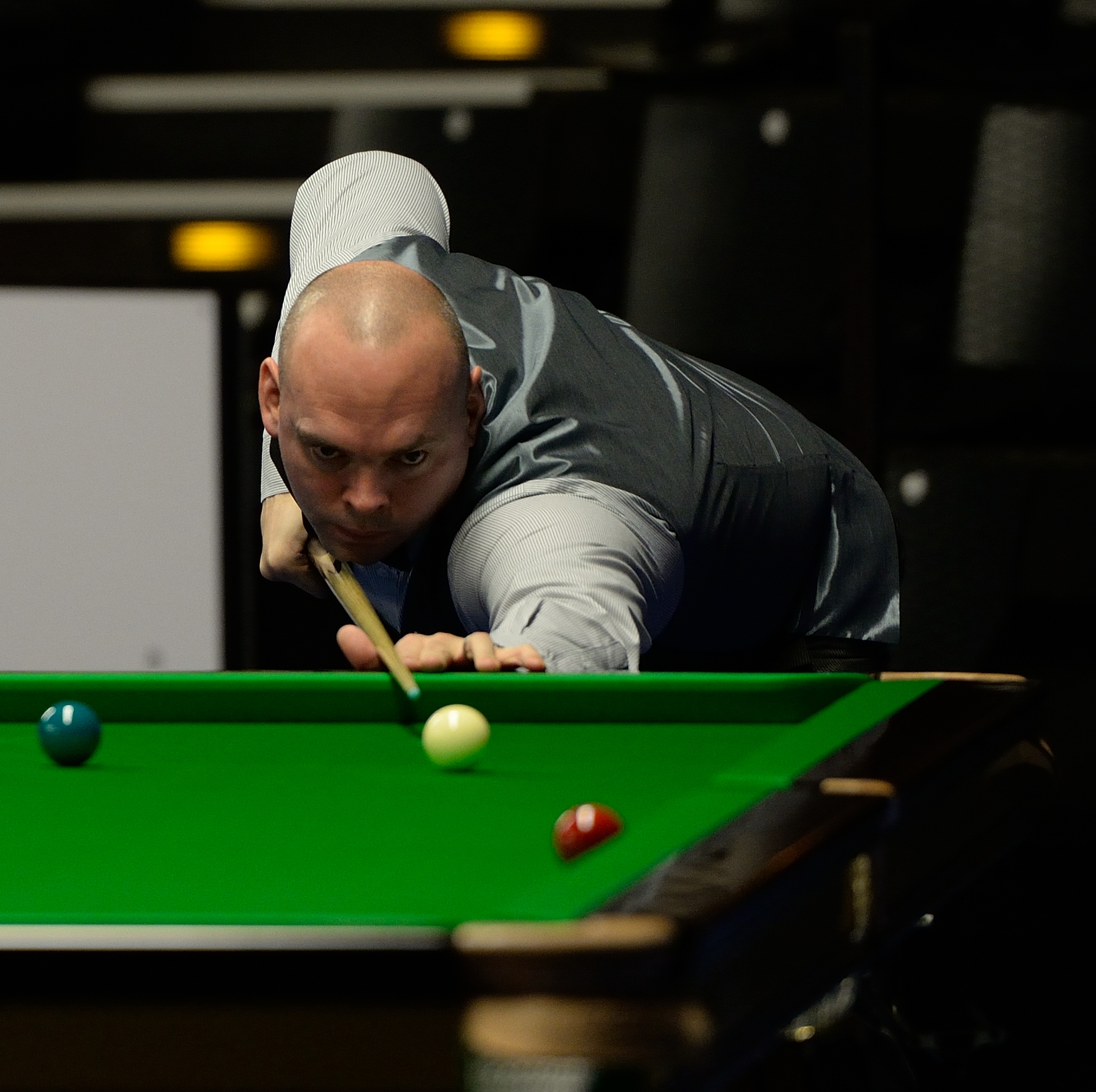
Stuart Bingham, en el Masters de Alemania de 2015

En el Masters de Shanghái de 2014, se deshizo de Li Hang, Dominic Dale, Alan McManus y Ding para llegar a la final. Se puso 5-3 por delante de Allen y luego se llevó cinco mesas en las que su rival no logró anotarse ni un solo punto para cerrar el partido con un resultado de 10-3. En octubre, se llevó el Abierto de Haining, con una victoria por cuatro a cero en la final, en la que se midió con Oliver Lines. Volvió a alcanzar las semifinales del Campeonato del Reino unido; aunque con una tacada de 137 puntos afianzó una ventaja de 4-1 ante O'Sullivan, este le remontó (5-6). Sí ganó la Championship League de 2015, torneo invitacional este, con una victoria por tres a dos ante Mark Davis. Volvió a encontrarse con O'Sullivan, esta vez en las semifinales del primer World Grand Prix, y volvió a perder contra él sin anotarse ni una sola mesa (0-6). Alcanzó la semifinal una vez más, la de la Players Tour Championship Grand Final, en la que se vio superado (1-4) por Joe Perry, que acabaría llevándose el trofeo.
En el Campeonato Mundial de Snooker de 2015, derrotó a Robbie Williams (10-7), Graeme Dott (13-5) y O'Sullivan (13-9) para llegar a las semifinales. Llegó a tener una ventaja de 16-14 contra Trump y, si biene este la apretó al hacerse con las dos siguientes mesas, Bingham consiguió sellar la victoria (17-16) y alcanzar así su primera final de uno de los torneos que conforman la Triple Corona. Se enfrentó a Murphy en el partido decisivo; aunque fue 0-3 y 4-8 por detrás, se recompuso y ganó por dieciocho a quince. «No hay nada mejor que ganarle a Shaun en la final. Veinte años de profesional: sangre, sudor y lágrimas por el camino», comentó tras el triunfo. Gracias a los puntos que consiguió con la victoria, escaló hasta el segundo puesto del ranking mundial, el más alto de toda su carrera.
Llegó a las semifinales del Masters de Shanghái de 2015, pero perdió (3-6) ante Judd Trump. En el Masters de 2016, venció a Ding Junhui (6-4) y John Higgins (6-3) para granjearse el derecho a jugar la semifinal contra O'Sullivan, pero este le derrotó por seis a tres. Se recompuso después de que Joe Perry le endosara tres mesas seguidas (0-3) y acabó ganando por seis a cinco en las semifinales del World Grand Prix, de modo que jugó la primera final del año. En ella, Murphy le ganó por diez a nueve. También perdió (1-5) en los cuartos de final del Abierto de China, en esta ocasión contra Ricky Walden. En el Campeonato Mundial de Snooker de 2016, al que llegaba como defensor del título, cayó derrotado en primera ronda ante Carter (9-10).

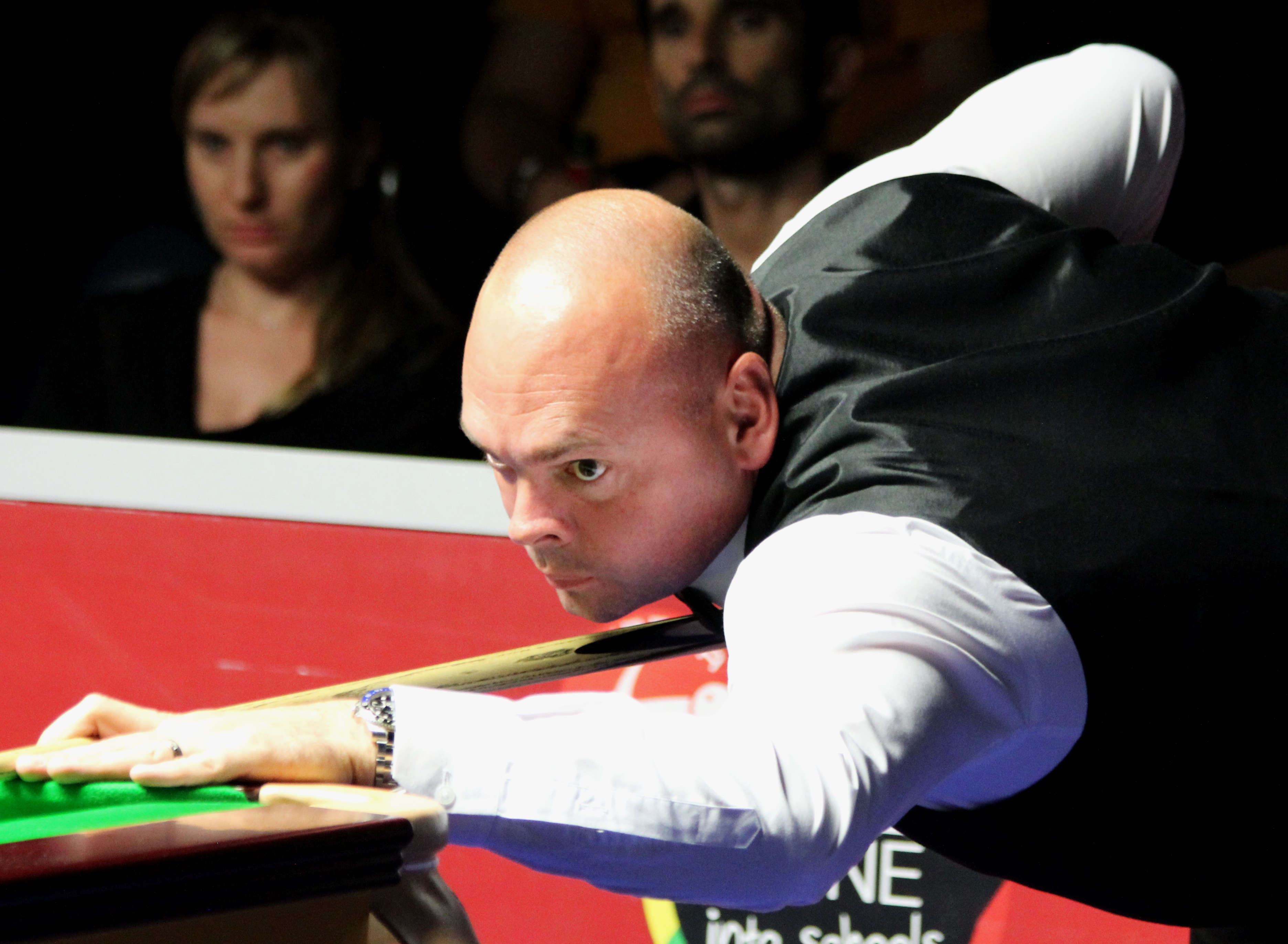
Bingham, en el Paul Hunter Classic de 2016

Alcanzó también la final del Campeonato Mundial de Snooker de Seis Rojas, en la que se midió con Ding; el partido se decantó en la última bola negra a favor del jugador chino. Apenas una semana después, Bingham tan solo perdió tres mesas en su trayecto hasta las semifinales del Masters de Shanghái, en las que vio cómo Selby le remontaba de un 5-3 a un 5-6. Con ese mismo resultado, perdió en las semifinales del Abierto de Inglaterra, en esta ocasión ante Liang Wenbo. Arribó por tercera vez en la temporada a una semifinal en el Campeonato Internacional, y llegó a ponerse incluso dos a cero por delante, pero Selby volvió a darle la vuelta al marcador (3-9). En el Campeonato de China, este de invitación, fue empatado a siete con John Higgins en la final, pero este encadenó tres centenas seguidas y le derrotó (10-7). Del Masters de 2017 salió derrotado en primera ronda con un 1-6 ante Joe Perry y en las semifinales del Masters de Alemania de ese mismo año se vio superado por Anthony Hamilton (4-6).
En la final del Abierto de Gales de 2017, Bingham se midió con Trump. Las cuatro primeras mesas fueron a parar a sus manos, pero luego Trump se puso 8-7 por delante; Bingham, sin embargo, se llevó las dos últimas mesas y levantó su cuarto trofeo de ranking, el primero desde que se proclamara campeón del mundo. En la segunda ronda del Campeonato Mundial de Snooker de ese año, Kyren Wilson le endosó las cinco primeras mesas y no pudo recomponerse de ese parcial; el duelo acabó 13-10. Aseguró que, de cara a la siguiente temporada, trabajaría de la mano de Terry Griffiths y que estrenaría nuevo taco. Sin embargo, el 24 de octubre de 2017, la World Professional Billiards and Snooker Association dictaminó que había incumplido las reglas al apostar en algunos partidos que él mismo había disputado. Se le suspendió del circuito profesional durante seis meses y hubo de pagar unas costas de 20 000 libras esterlinas. La suspensión venció a finales de enero de 2018.

### Regreso tras la sanción y campeón del Masters (2018-actualidad)
A su regreso al circuito profesional tras la suspensión, se proclamó campeón del Abierto de Inglaterra de 2018 gracias a una victoria por nueve a siete ante Mark Davis en la final. Alcanzó, asimismo, las semifinales del Campeonato del Reino Unido en diciembre de 2018, pero perdió en la mesa decisiva contra Mark Allen. En el Abierto de Gales de 2019, se midió con Neil Robertson en la final, que perdió por siete a nueve. Al mes siguiente, ganó su segundo trofeo de ranking de la temporada, el Abierto de Gibraltar de 2019; en la final, se deshizo del que era vigente campeón, Ryan Day (4-1).
En la edición de 2020, llegó por primera vez a una final del Masters gracias a sus triunfos ante Williams, Wilson y David Gilbert. En la final se enfrentó a Carter, y, pese a haberse ido por detrás en el marcador al descanso que siguió a la primera sesión, se recuperó después y ganó el partido (10-8) para alzar su segundo trofeo de la Triple Corona. Era, asimismo, el campeón del torneo de mayor edad de la historia, pues tenía entonces cinco meses más que Ray Reardon cuando este lo ganó en 1976. Con la victoria se llevó de premio un cuarto de millón de libras esterlinas.
En noviembre de 2020, tejió su séptima tacada máxima en un partido de primera ronda del Campeonato del Reino Unido de 2020 que ganó por seis mesas a dos ante Zak Surety. Perdió, no obstante, contra Dott en los dieciseisavos de final. Aun siendo vigente campeón del Masters, perdió su puesto entre los dieciséis mejores del mundo, por lo que hubo de enfrentarse a las rondas clasificatorias para ganarse el derecho a participar en la fase final del Campeonato Mundial de Snooker de 2021. En la última de estas rondas previas, derrotó a Luca Brecel por diez a cinco. El sorteo le emparejó con Ding Junhui en la primera ronda, y le ganó el partido (10-9). También se deshizo de Jamie Jones (13-6) en la segunda ronda y de Anthony McGill (13-12) en cuartos de final. Cayó derrotado en semifinales (15-17) ante Selby, al que acusó de valerse de artimañas.

## Estilo de juego

### Centenas y tacadas máximas
Bingham ha hilado más de quinientas centenas en competición profesional, y es, de hecho, el décimo jugador que más ha conseguido en toda la historia. Con nueve tacadas máximas, en el cuarto jugador que más atesora, por detrás de O'Sullivan (15), Higgins (12) y Hendry (11).
| Núm. | Año  | Torneo                       | Rival              | Ronda                       | Ref.    |
| ---- | ---- | ---------------------------- | ------------------ | --------------------------- | ------- |
| 1    | 1999 | primera cita del UK Tour     | Barry Hawkins      | —                           | [ 103 ] |
| 2    | 2006 | Masters                      | Marcus Campbell    | rondas clasificatorias      | [ 103 ] |
| 3    | 2012 | Clásico de Wuxi              | Ricky Walden       | final                       | [ 104 ] |
| 4    | 2018 | Abierto de China             | Ricky Walden       | dieciseisavos de final      | [ 105 ] |
| 5    | 2019 | Abierto de China             | Peter Ebdon        | segunda ronda               | [ 106 ] |
| 6    | 2019 | Abierto de Irlanda del Norte | Lu Ning            | primera ronda               | [ 107 ] |
| 7    | 2020 | Campeonato del Reino Unido   | Zak Surety         | sesentaicuatroavos de final | [ 108 ] |
| 8    | 2021 | Championship League          | Thepchaiya Un-Nooh | fase de grupos              | [ 109 ] |
| 9    | 2022 | Abierto de Gibraltar         | Gerard Greene      | primera ronda               | [ 110 ] |

## Vida personal
Bingham contrajo matrimonio con Michelle Shabi en 2013, con una boda que se celebró en Chipre. El jugador, sin embargo, cambió las fechas y se perdió la fiesta de despedida de soltero para asegurarse de que podía participar en las competiciones de snooker que se disputaban por aquellas fechas. Tienen un hijo, Shae, nacido en 2011, y una hija, Marnie Rose, de 2017, además de otra hija de Shabi, Tegan, nacida esta en 2003. Aficionado al golf, Bingham decidió dedicarle menos tiempo para poder centrarse en perfeccionar su snooker. Se le suele conocer con el sobrenombre de «ball run», pues durante sus años como amateur hubo quienes percibieron que la suerte le sonreía más que a otros jugadores.